# 緑川信之
緑川 信之（みどりかわ のぶゆき、1953年8月8日 -）は、日本の図書館情報学研究者。筑波大学名誉教授。

## 略歴
神奈川県生まれ。1976年慶應義塾大学工学部計測工学科卒業、1978年同大学院工学研究科計測工学専攻修士課程修了、1981年同文学研究科図書館・情報学専攻修士課程修了。慶大文学研究科図書館勤務、図書館情報大学助教授、教授、2004年合併で筑波大学大学院図書館情報メディア研究科教授。2019年3月に定年退職し、筑波大学名誉教授。

## 研究内容
- 分類論（研究分野： 図書館情報学）

## 著書
単著
- 『本を分類する』（勁草書房、1996）
- 『情報検索の考え方』（勉誠出版 、1999）

共著
- 『サブジェクトゲートウェイ：ネットワーク上の知識集積』（共著者：伊藤真理・松林麻実子、筑波大学知的コミュニティ基盤研究センター・モノグラフシリーズ１、2003）
- 『新訂情報検索演習』（共著者：谷口祥一他、東京書籍 、2004 ）
- 『図書館・情報学研究入門』（三田図書館・情報学会、勁草書房 、2005 ）
- 『サブジェクトゲートウェイ２：知識集積の組織化』（共著者：永田治樹他、筑波大学大学院図書館情報メディア研究科知的コミュニティ基盤研究センター 、2005 ）
- 『知識資源のメタデータ』（共著者：谷口祥一、勁草書房 、2007 ）
- 『学校図書館メディアの構成（第２版）』（共著者：谷口祥一他、学文社、2008）

## 取得学位
- 工学修士 (1978/03 慶應義塾大学)
- 文学修士 (1981/03 慶應義塾大学)
- 博士 (図書館情報学) (2014/09 筑波大学)[3]

## 所属学会
- 日本図書館情報学会
- 情報処理学会
- 情報メディア学会
- 三田図書館・情報学会